# Riu de Cadolla
El riu de Cadolla és un riu de Catalunya, afluent indirecte de la Noguera Pallaresa. Discorre pels termes del Pont de Suert, a l'Alta Ribagorça, dins de l'antic terme de Viu de Llevata, i de Senterada, al Pallars Jussà.
Es forma dins del terme del Pont de Suert, al sud-oest de les poblacions de Pinyana i de Cadolla, i a llevant de la Bastideta de Corroncui. De fet, aquest riu es forma pràcticament al límit de les comarques de l'Alta Ribagorça i del Pallars Jussà, però entra de seguida en terres pallareses (al cap d'uns 700 metres), per on discorre majoritàriament.
La seva formació és la unió del barranc de Pinyana amb el barranc de les Escarses, sota i al sud-oest de Pinyana i just a ponent de l'Estret de l'Estany Obert, estret situat just a migdia i a sota del poble de Pinyana. En el primer tram discorre de primer de nord-oest a sud-est, però quan entra a l'estret esmentat, ja emprèn cap al nord-est, direcció que ja no abandona, malgrat els pronunciats meandres que fa abans d'atènyer el riu Bòssia.
Després de l'Estret de l'Estany Obert, rep per la dreta el barranc del Rial, just abans de trobar el poble de Cadolla, on, també per la dreta, hi aflueix el barranc de Llavaner i, ara per l'esquerra, el barranc del Vedat del Solà. Més cap al nord-est, aflueix des de l'esquerra la llau del Solà, i el riu entra en territori de l'antiga Quadra de Miravet, on traça uns amples meandres. De seguida arriba a la Vall de Bellera, a ran del Mas de Rossell, i s'aboca en el riu Bòssia molt a prop d'on hi ha el Dolmen de Mas Pallarès.